# Lipotriches viciniformis
Lipotriches viciniformis är en biart som först beskrevs av Cockerell 1939.  Lipotriches viciniformis ingår i släktet Lipotriches och familjen vägbin. Inga underarter finns listade i Catalogue of Life.